# Maria Berica Dalla Vecchia
Maria Berica Dalla Vecchia (* Januar 1952 in Vicenza) ist eine italienische Tänzerin, Choreographin und Ballettlehrerin.
Dalla Vecchia studierte moderne Literatur an der Universität Padua. Ihre Ballettausbildung begann sie siebenjährig an der Schule von Vanna Busolini, die Primaballerina an der Mailänder Scala war. Sie besuchte dann in Monte-Carlo die Académie de Danse Classique Princesse Grace unter der Leitung von Marika Besobrasova und erhielt 1978 das Diplom als Ballettlehrerin. Seit 1980 unterrichtet sie am von ihr gegründeten Centro Danza Oggi. 
Sie war Sekretärin der 1987 gegründeten Association Internationale Professeurs de Danse Classique Marika Besobrasova und ist Gründungsmitglied, Vorstandsmitglied und Schatzmeisterin der L'Associazione Internazionale Danza Classica "Marika Besobrasova" in Florenz. Zu ihren Arbeiten als Choreographin zählen Amadeus (Teatro Comunale di Thiene, 2004), Il Piccolo Principe (Teatro Comunale di Lonigo, 2006), Palladio, inventore di grandi Sogni (Teatro Comunale di Vicenza, 2008), La Bambola e il Mago (2010) und Gaïté Viennoise (2012).